# Conseil évangélique pour la responsabilité financière
Le Conseil évangélique pour la responsabilité financière (en anglais : Evangelical Council for Financial Accountability) est une organisation chrétienne évangélique qui a pour mission de renforcer l’intégrité financière dans les organisations et les églises évangéliques. Son siège est à Winchester (Virginie), aux États-Unis.

## Histoire
L’organisation a ses origines dans une invitation lancée aux évangéliques en 1977 par le sénateur Mark Hatfield, alors membre du conseil d'administration de World Vision International, à renforcer l’intégrité financière dans les organisations et les églises évangéliques. L'organisation a été fondée en 1979 à Washington par World Vision International et la Billy Graham Evangelistic Association . En 2017, elle affirmait compter 2 200 membres.
En 2024, l'ECFA resserre sa politique d'intégrité concernant ses membres.

## Programmes
Les organisations et les églises évangéliques membres se soumettent à des vérifications comptables annuelles. Les membres qui ne respectent pas les standards d’intégrité perdent leur adhésion. Gospel for Asia perd son adhésion en 2015, Harvest Bible Chapel en 2019, International House of Prayer quitte volontairement l'ECFA en 2021, The Master’s University and Seminary en 2022, Ankerberg Theological Research Institute en 2023 (manque de transparence sur l'usage des fonds levés lors de ses émissions télévisées).

## Critiques
À la suite d'un scandale financier dans l’Église Harvest Bible Chapel, le Conseil évangélique pour la responsabilité financière a été critiqué en 2019 pour son manque de rigueur et pour sa complaisance envers les données qui lui sont fournies par ses membres.

## Présidence
- 2008-2020 : Dan Busby[4]